# Vertrag von Sankt Petersburg (1875)

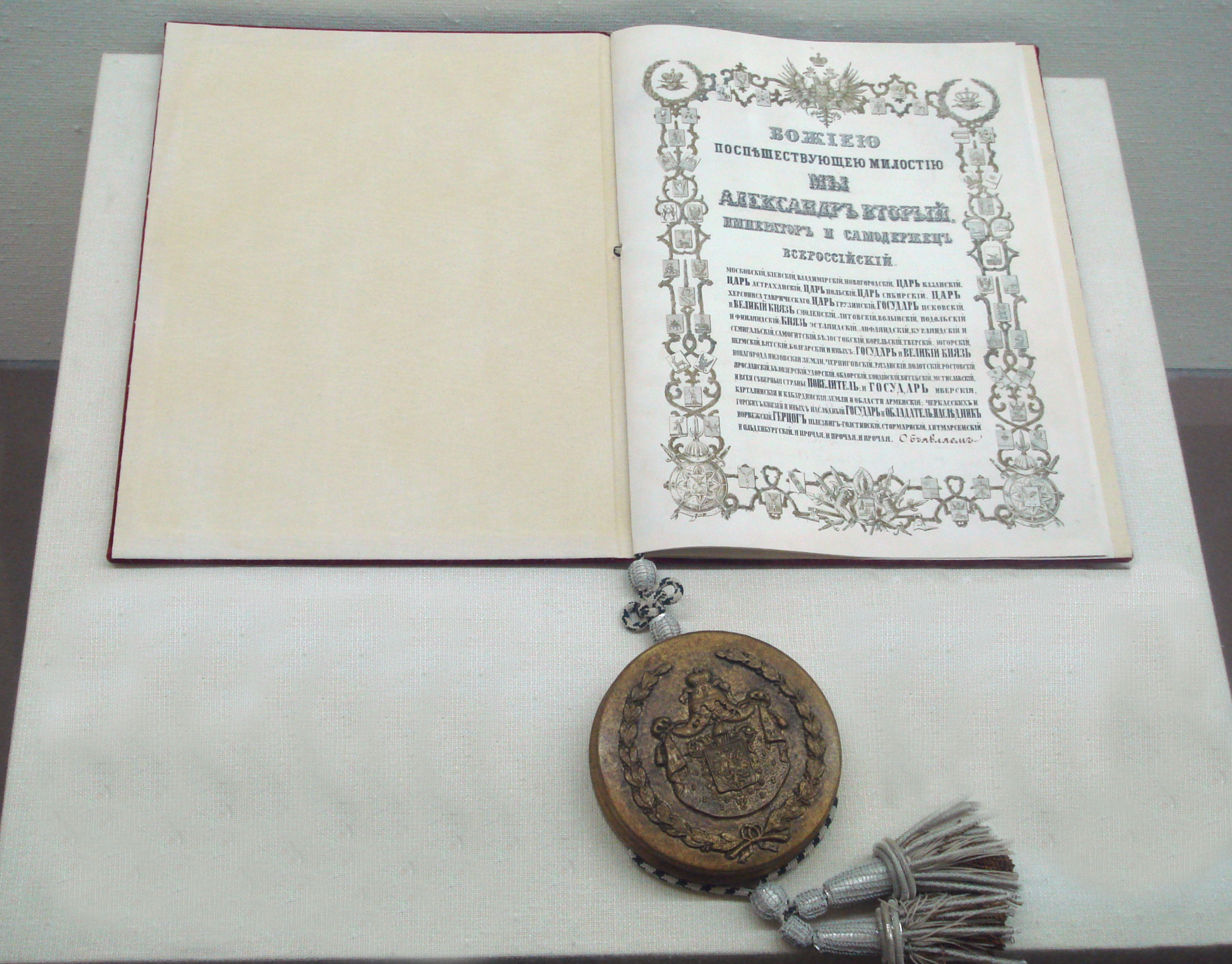
Der originale Vertrag

Territoriale Regelungen des Vertrags (linke Teilkarte)

Der Vertrag von Sankt Petersburg wurde am 25. Apriljul. / 7. Mai 1875greg. zwischen Japan und Russland geschlossen. Darin verzichtete Japan auf die Insel Sachalin zugunsten der Kurilen bis zur Halbinsel Kamtschatka. Außerdem erhielt Japan ab 1885 gegen finanzielle Zuwendungen auch Zugang zu russischen Fischereigewässern. Der Vertrag von Shimoda im Jahr 1855 hatte Sachalins Territorium ohne fest umrissene Grenzen gelassen, was zu Konflikten zwischen russischen und japanischen Siedlern führte. Um Abhilfe zu schaffen, entsandte die japanische Regierung Enomoto Takeaki als Gesandten nach Sankt Petersburg, um die Grenzen von Sachalin exakt festzulegen.